# Pacto Interestadual pelo Voto Popular
O Pacto Interestadual pelo Voto Popular (em inglês, National Popular Vote Interstate Compact) é um acordo entre um grupo de estados norte-americanos e o Distrito de Colúmbia para outorgar todos os seus votos no Colégio Eleitoral ao candidato a presidente que obtiver a maior votação popular a nível nacional. Iniciado em 2006, o pacto foi elaborado para garantir que o candidato que recebesse o maior número de votos populares diretos em todo o país seja eleito presidente dos Estados Unidos. Por não ter alcançado a maioria dos votos do Colégio Eleitoral, ainda não se encontra em vigor.
O presidente norte-americano é eleito com uma maioria absoluta dos votos do colégio eleitoral (atualmente, pelo menos 270), distribuídos para cada estado de acordo com sua bancada no Congresso. Portanto, para entrar em vigor, os estados signatários do pacto devem representar pelo menos 270 votos no Colégio Eleitoral. Até junho de 2019, havia sido adotado por quinze estados e pelo Distrito de Columbia, totalizando 195 votos, ou 36,2% do Colégio Eleitoral e 72,2% do necessário para conter força legal.
Desde o século XVIII, o país realizou 58 eleições presidenciais. Destas, cinco foram vencidas por um candidato que não recebeu o maior número de votos populares, mas prevaleceu no Colégio Eleitoral. A maior diferença percentual ocorreu em 1824, quando John Quincy Adams foi eleito presidente tendo 10,5% de votos populares a menos que Andrew Jackson, enquanto que na eleição de 2016 houve a maior diferença de votos entre o vencedor e o perdedor, com Donald Trump registrando 2,9 milhões de votos a menos que Hillary Clinton.
Os defensores do pacto argumentam que o sistema eleitoral obriga os candidatos à presidência a focarem tempo e dinheiro em estados específicos, deturpando a vontade nacional, muitas vezes diminuindo a participação do eleitorado em estados sem eleições acirradas. De acordo com pesquisas conduzidas pela Gallup desde a década de 1940, a maioria dos norte-americanos preferem eleger o presidente de modo direto, incluindo uma maioria de democratas, republicanos e independentes.

## Mecanismo
O objetivo do pacto é, na prática, abolir o Colégio Eleitoral. Passaria a valer quando seus integrantes representassem a metade dos votos de grandes eleitores (270 votos). Até lá, todos os estados continuariam distribuindo seus votos na forma atual. O pacto modificaria o modo como os estados participantes implementam o Artigo II, Seção 1, Cláusula 2 da Constituição dos Estados Unidos, que exige que cada legislatura estadual defina um método para designar seus eleitores para votar no Colégio Eleitoral. A Constituição não estabeleceu nenhum método legislativo específico para a seleção destes eleitores, outorgando às legislaturas estaduais o poder exclusivo de escolher como alocar os eleitores de seus estados (embora sistemas que violem a 14ª Emenda, que exige igual proteção da lei e proíbe a discriminação racial, sejam proibidos). Assim, os estados escolheram vários métodos de alocação ao longo dos anos, com mudanças regulares nas primeiras décadas do país. Atualmente, todos os estados, com exceção de Maine e Nebraska, dão todos os seus votos eleitorais ao candidato que receber mais votos populares no estado.

## Motivação
| Eleição | Vencedor | Vencedor | Mais votado | Mais votado | Outros | Participação |
| ------- | -------- | -------- | ----------- | ----------- | ------ | ------------ |
| 1824    | Adams    | 30,9%    | Jackson     | 41,4%       | 27,7%  | 26,9%        |
| 1876    | Hayes    | 47,9%    | Tilden      | 50,9%       | 1,2%   | 81,8%        |
| 1888    | Harrison | 47,8%    | Cleveland   | 48,6%       | 3,7%   | 79,3%        |
| 2000    | Bush     | 47,9%    | Gore        | 48,4%       | 3,7%   | 51,2%        |
| 2016    | Trump    | 46,1%    | Clinton     | 48,2%       | 5,7%   | 55,7%        |

O pacto, segundo seus proponentes, é um processo "simples, nacional e democrático", que traria justiça e respeito para a escolha do eleitorado. O presidente eleito seria, então, a "escolha das pessoas", pois nenhum eleitor de um estado em específico estaria em vantagem ou desvantagem: cada voto teria o mesmo peso em todo o país. Assim, os argumentos favoráveis dos defensores do projeto incluem:
- Os estados em que o vencedor leva todos os votos do Colégio Eleitoral permitem que a presidência seja ganha pelo candidato com menos votos populares a nível nacional, como ocorrido em cinco eleições presidenciais: 1824, 1876, 1888, 2000 e 2016.[7] Na eleição de 2000, por exemplo, Al Gore obteve 543.895 votos a mais a nível nacional do que George W. Bush, mas Bush conseguiu cinco votos de grandes eleitores a mais do que Gore graças a sua controversa e estreita vitória na Flórida, estado que ganhou por 537 votos em um universo de 5,9 milhões de votantes;[8][9][10] na eleição de 2016, Hillary Clinton ganhou 2,8 milhões de votos populares a mais do que Donald Trump, mas Trump foi eleito em parte por ter conseguido os 46 votos de grandes eleitores de Michigan, Pensilvânia e Wisconsin, estados em que venceu, ao todo, por 77 mil votos.[11][12]
- Os estados em que o vencedor leva todos os votos do Colégio Eleitoral encorajam os candidatos a se concentrarem desproporcionalmente em um conjunto limitado de estados decisivos, os swing states, já que pequenas mudanças no voto popular nesses estados produzem grandes mudanças na votação do Colégio Eleitoral. Por exemplo, na eleição de 2016 em Michigan, Trump ganhou os 16 votos no Colégio Eleitoral do estado por ter recebido 10.704 votos (0,23%) a mais que Clinton. Um estudo da FairVote indicou que os candidatos de 2004 dedicaram três quartos dos seus recursos de campanha durante a alta temporada a apenas cinco estados, enquanto os outros 45 estados receberam muito pouca atenção. O relatório também afirmou que 18 estados não receberam nenhuma visita de algum candidatos nem publicidade na TV. Isto significa que as questões dos estados decisivas recebem mais atenção, enquanto questões importantes para outros estados foram amplamente ignoradas.[13][14][15]
- Os estados em que o vencedor leva todos os votos do Colégio Eleitoral diminuem a participação do eleitorado em estados que não possuem eleições acirradas. Os eleitores que vivem fora dos estados decisivos têm uma maior certeza de qual candidato provavelmente ganhará em seu estado. Esse conhecimento do provável resultado diminui seus incentivos para votar.[14][16] Um relatório do Comitê para o Estudo do Eleitorado Americano constatou que a participação de eleitores em estados competitivos em 2004 cresceu 6,3% em relação à eleição presidencial anterior, comparado a um aumento de apenas 3,8% em estados não competitivos. Outro relatório, do Centro para Informação e Pesquisa sobre a Aprendizagem & Engajamento cívico (CIRCLE), constatou que a participação entre eleitores com idade inferior a 30 anos foi de 64,4% nos dez estados mais acirrados e apenas 47,6% no restante do país - uma diferença de 16,8%.[17]